# Bess Armstrong
Pour les articles homonymes, voir Bess.
Bess Armstrong (née Elizabeth Key Armstrong) est une actrice américaine née le 11 décembre 1953 à Baltimore, Maryland (États-Unis). Elle est connue pour ses rôles dans les films Les Quatre Saisons (1981), Les Aventuriers du Bout du Monde (1983) et Les Dents de la Mer 3 (1983).

## Biographie
Bess Armstrong est née à Baltimore. Sa mère, Louise Allen (née Parlange), a enseigné à l'école Bryn Mawr et son père, Alexandre Armstronger, était un professeur d'anglais à l'école Gilman. Elle a effectué sa scolarité à l'école pour filles Bryn Mawr. Elle fréquente ensuite l'Université Brown, d'où elle sort avec un diplôme en latin et en théâtre.

## Filmographie

### Cinéma
- 1981 : Les Quatre Saisons (The Four Seasons), d'Alan Alda : Ginny Newley (Callan)
- 1982 : Jekyll and Hyde... Together Again de Jerry Belson : Mary Carew
- 1983 : Les Aventuriers du bout du monde (High Road to China) : Eve 'Evie' Tozer
- 1983 : Les Dents de la mer 3 - En relief (Jaws 3-D) : Kathryn Morgan
- 1984 : The House of God : Cissy Anderson
- 1986 : Rien en commun (Nothing in Common) : Donna Mildred Martin
- 1989 : Mother, Mother : Kate Watson
- 1989 : Détectives en folie (Second Sight) : Sister Elizabeth
- 1993 : The Skateboard Kid : Maggie
- 1994 : Serial Mother (Serial Mom) : L'assistante dentaire du Dr Eugene Sutphin
- 1994 : Une épouse trop parfaite (Dream Lover) : Elaine
- 1997 : Le Nouvel Espion aux pattes de velours (That Darn Cat) : Mrs. Jade Randall
- 1998 : When It Clicks : Betsy Cummings
- 1998 : Pecker : Dr Klompus
- 2000 : Diamond Men : Katie Harnish
- 2008 : Corporate Affairs : Emily Parker
- 2008 : Next of Kin : Susan

### Télévision
- 1977-1978 : On Our Own (série télévisée) : Julia Peters (22 épisodes)
- 1978 : Getting Married (TV) : Kristine Lawrence
- 1978 : La croisière s'amuse (The Love Boat) (série télévisée) : Laura Stanton (1 épisode)
- 1978 : How to Pick Up Girls! (TV) : Sally Claybrook
- 1979 : $weepstake$ (série télévisée) : … (1 épisode)
- 1979 : Walking Through the Fire (TV) : Laurel Lee
- 1979 : La Onzième victime (11th Victim) (TV) : Jill Kelso
- 1981 : The Great Space Coaster : (série télévisée) : Newswoman
- 1982 : Barefoot in the Park (TV) : Corie Bratter
- 1983 : Mystère et bas nylon (This Girl for Hire) (TV) : B.T. Brady
- 1984 : Lace (TV) : Judy Hale
- 1986 : All Is Forgiven (série télévisée) : Paula Winters Russell (9 épisodes)
- 1990-1991 : Married People (série télévisée) : Elizabeth Meyers (18 épisodes)
- 1992 : Les Contes de la Crypte (Tales From The Crypt) (série télévisée) : Erma (1 épisode)
- 1993 : Batman (Batman: The Animated Series) (série télévisée) : Clio (1 épisode) voix
- 1994-1998 : Une nounou d'enfer (The Nanny) (série télévisée) : Sarah Sheffield (2 épisodes)
- 1994-1995 : Angela, 15 ans (My So-Called Life) (série télévisée) : Patty Chase (19 épisodes)
- 1994 : Retour vers le passé (Take Me Home Again) (TV) : Connie
- 1995 : She Stood Alone: The Tailhook Scandal (TV) : Barbara Pope
- 1995 : L'Amour en otage (Stolen Innocence) (TV) : Becky Sapp
- 1995 : Danielle Steel: Naissances (Mixed Blessings) (TV) : Pilar Graham Coleman
- 1996 : Forgotten Sins (TV) : Roberta 'Bobbie' Bradshaw
- 1996 : La Fugueuse (The Perfect Daughter) (TV) : Jill Michaelson
- 1996 : She Cried No (TV) : Denise Connell
- 1996 : Tous les jours Noël (Christmas Every Day) (TV) : Molly Jackson
- 1998 : Les Anges du bonheur (Touched by an Angel) (série télévisée) : Mary Gibson (1 épisode)
- 1998 : Un si long sommeil (Forever Love) (TV) : Gail
- 2000-2004 : Frasier (série télévisée) : Kelly Krikland (2 épisodes)
- 2002 : Les Raisons du cœur (Her Best Friend's Husband) (TV) : Mandy Roberts (3 épisodes)
- 2002 : That Was Then (série télévisée) : Mickey Glass
- 2002 : Good Morning, Miami (série télévisée) : Louise Messinger (1 épisode)
- 2004-2010 : Les Frères Scott (One Three Hill) (série télévisée) : Lydia James (5 épisodes)
- 2008 : Boston Justice (Boston Legal) (série télévisée) : Penelope Kimball (2 épisodes)
- 2009 : Esprits criminels (Criminals Minds) (série télévisée) : Sheila Hawkes (1 épisode)
- 2010 : Castle (série télévisée) : Paula Casillas (1 épisode)
- 2012 : J'ai épousé une star (I Married Who?) (TV) : Elaine
- 2012 : Les Experts (CSI : Crime Scene Investigation) (série télévisée) : Patricia Lydecker (1 épisode)
- 2012 : Mad Men (série télévisée) : Catherine Orcutt (1 épisode)
- 2013 : Reckless de Martin Campbell (TV) : Catherine Harrison
- 2013-2014 : House of Lies (série télévisée) : Julianne Hotschragar (10 épisodes)
- 2014 : Rake (série télévisée) : Helen Cole (1 épisode)
- 2014 : NCIS : Enquêtes spéciales (NCIS) (série télévisée) : Senateur Denise O'Hara
- 2014 : Drop Dead Diva (série télévisée) : Rita Kaswell (1 épisode)
- 2014 : True Blood (série télévisée) : Nancy Mills (1 épisode)
- 2014 : Reckless : La Loi de Charleston (Reckless) (série télévisée) : Melinda Rayder
- 2015 : Switched (Switched at Birth) (série télévisée) : Professeur Marillo (4 épisodes)
- 2015 : Zoo (série télévisée) : Elizabeth (1 épisode)